# Paul Speidel
Paul Speidel war ein Schweizer Hersteller von Automobilen und Motorrädern.

## Unternehmensgeschichte
Paul Speidel gründete 1914 im Genfer Stadtteil La Jonction das Unternehmen, das seinen Namen trug, als Werkstatt. Außerdem begann er mit der Produktion von Automobilen und Motorrädern. Der Markenname der Automobile lautete Speidel, der der Motorräder zunächst Quick, später auch Speidel. Nach dem Ersten Weltkrieg war die Werkstatt in der Rue des Rois und bot etwa zehn Leuten Arbeit. 1922 endete die Produktion nach etwa 15 hergestellten Exemplaren.

## Fahrzeuge

### Automobile
Speidel stellte Kleinwagen her. Zunächst kam ein Vierzylindermotor von Chapuis-Dornier mit seitlichen Ventilen und 8 PS Leistung zum Einsatz. Der Motor war vorne im Fahrzeug montiert und trieb über eine Kardanwelle die Hinterachse an. Das Getriebe verfügte über drei Gänge. Bei mindestens einem Fahrzeug waren die beiden Sitze hintereinander angeordnet.
1920 erschien ein neues Modell, das während des Genfer Auto-Salons vor den Messehallen präsentiert wurde. In diesem Modell fanden Vierzylindermotoren des Schweizer Motorenherstellers Müller-Vogel (MV) mit 8 PS Leistung Verwendung. Das Getriebe verfügte nun über vier Gänge. 1922 entstanden auch einige Rennwagen mit einem Zweizylindermotor von Müller-Vogel mit 620 cm³ Hubraum, die Paul Speidel selber in Kleinwagenrennen einsetzte. Diese Rennwagen konnten 112 km/h Höchstgeschwindigkeit erreichen.

### Motorräder
In den Motorrädern kamen verschiedene Einbaumotoren von Allison, Moser und Precision zum Einsatz.